# Кубинский иноходец
Кубинский иноходец (губинский иноходец; азерб. Quba yorğası) — локальный тип азербайджанской лошади. Эта порода является местной породой, которая была распространена в XIX веке в Бакинском, Шемахинском и, в особенности, в Кубинском уездах (отсюда и название породы). 
Порода сформировалась на базе местных лошадей при участии монгольских, арабских и русских. Возможно, в создании породы использовалась кровь астраханских иноходцев и лезгинских горских лошадей. 
Кубинские иноходцы характеризуются невысоким ростом и массивным телосложением. Высота в холке 135-140 см, косая длина 150-152 см, обхват пясти 17-18. Преобладающие масти — рыжая и вороная. При некоторой саблистости задних конечностей лошади характеризуются средней силой тяги и хорошими беговыми качествами: на дистанциях 1200 и 1600 м показывают время 1:15 и 1:59 соответственно, способны перевозить на большие расстояния груз 150-250 кг. 